# Tai Chi Chasers
Tai Chi Chasers (coreano:태극천자문) (giapponese:太極千字文) è una serie televisiva anime coreana-giapponese prodotta da Iconix Entertainment e JM Animation in Corea del Sud e da Toei Animation in Giappone. La serie si compone di 39 episodi divisi in 3 stagioni trasmessi in Corea da KBS tra il 2007 e il 2008. Negli Stati Uniti d'America la 4Kids acquistava i diritti della serie tra il 2011 e il 2012, però vengono acquistati soltanto i primi 26 episodi, mentre in Italia la serie è inedita.